# Christian Karl Hackenschmidt
Pour les articles homonymes, voir Hackenschmidt.
Christian Karl Hackenschmidt, né Christian Charles Hackenschmidt le 14 mars 1839 à Strasbourg et mort le 11 novembre 1915, est un théologien luthérien alsacien.

## Biographie

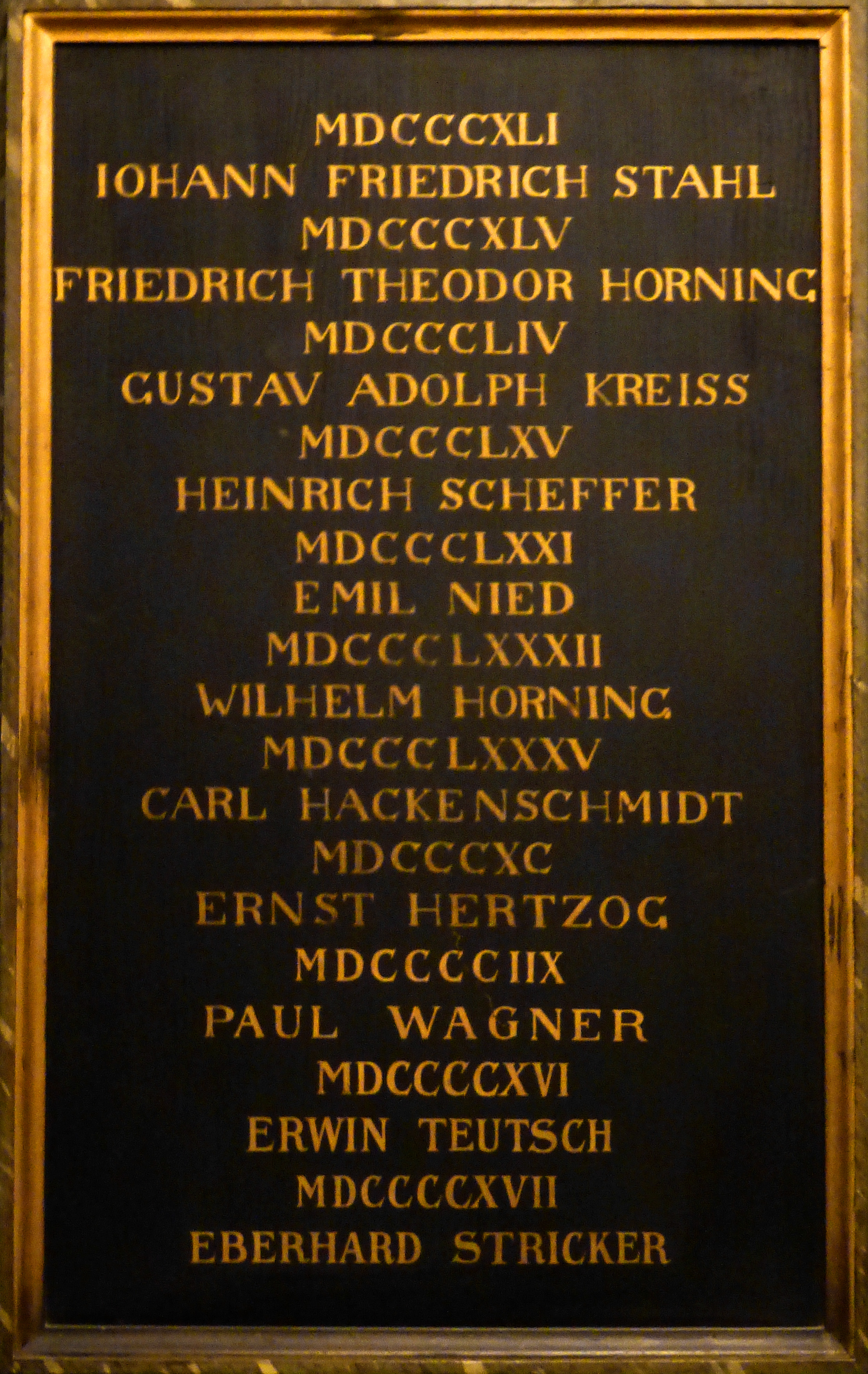
Le nom de Carl Hackenschmidt sur la liste des pasteurs à l'Église protestante Saint-Pierre-le-Jeune.

Il est le fils de Jean Christian Hackenschmidt, vannier et poète, et de Louise Urban son épouse. Après avoir fréquenté le Gymnase à Strasbourg de 1857 à 1861 il étudie la théologie protestante dans la même ville. Avec Friedrich Ihme (de), il est en 1857 l'un des fondateurs de la Argentina à Strasbourg, confrérie d'étudiants associée à la Erlanger Wingolf dont il devait plus tard devenir membre également. Il termine ses études à l'université d'Erlangen en 1862 avec une thèse sur la dogmatique luthérienne, puis est ordonné pasteur le 23 octobre 1864. En 1869, il obtient son doctorat à Strasbourg avec une thèse intitulée Études sur la doctrine chrétienne du péché.
Il est vicaire à Ingwiller de 1864 à 1868, puis précepteur à Froeschwiller et fait un voyage d'études à Paris et en Allemagne. De 1870 à 1882 il est pasteur à Jaegerthal et de 1882 à 1885 aumônier à la prison de Strasbourg et enfin pasteur de l'Église protestante Saint-Pierre-le-Jeune, poste qu'il occupe jusqu'à sa mort. De 1909 à 1915, il est également président du Consistoire de Strasbourg.
Il est considéré comme l'un des pionniers du germanisme en Alsace-Lorraine. Dès 1870 il écrit un poème devenu célèbre pour saluer le retour de l’Alsace à la mère-patrie et commençant par : Mein Elsass deutsch, mein Elsass frei.
En 1896 l'université de Strasbourg le fait docteur honoris causa. Néanmoins, selon Siegwalt, on lui refuse une chaire à l'université de Strasbourg parce qu'il aurait été « trop allemand ».
Hackenschmidt épouse Emilie Baranowska le 30 juin 1871. Il est le père de l'artiste Sabine Hackenschmidt qui réalise son portrait en 1909.

## Publications
- Vaterlandslieder eines Elsässers, Lahr 1871.
- Die Anfänge des katholischen Kirchenbegriffs. Dogmenhistorischer Versuch, Straßburg 1874.
- Über wahres u. falsches Luthertum, Leipzig 1877.
- Der römische Bischof im vierten Jahrhundert, Heidelberg 1880.
- Die Kirche im Glauben des ev. Christen, Erlangen 1881.
- Der christliche Glaube, Calw und Stuttgart 1901.
- Licht- u. Schattenbilder aus dem AT, Gütersloh 1908.
- Die Christuspredigt für unsere Zeit, Göttingen 1909.
- Der Prophet Jeremia, Gütersloh 1912.
- Wegweiser zu den Segensquellen Gottes für Konfirmanden, Gütersloh 1913.
- Der Prophet Daniel, Gütersloh 1914.
- Der Krieg und die Lüge. Vortrag, Straßburg 1915.
- Kalendergeschichten, Straßburg, 1925.